# Artoriopsis
Genre
Artoriopsis est un genre d'araignées aranéomorphes de la famille des Lycosidae.

## Distribution
Les espèces de ce genre se rencontrent en Australie et en Nouvelle-Zélande.

## Liste des espèces
Selon World Spider Catalog (version 25.0, 22/03/2024) :
- Artoriopsis anacardium Framenau, 2007
- Artoriopsis bogabilla Framenau & Douglas, 2021
- Artoriopsis dubia do Prado & Framenau, 2024
- Artoriopsis eccentrica Framenau, 2007
- Artoriopsis expolita (L. Koch, 1877)
- Artoriopsis joergi Framenau, 2007
- Artoriopsis klausi Framenau, 2007
- Artoriopsis lacustris Framenau & Douglas, 2021
- Artoriopsis melissae Framenau, 2007
- Artoriopsis mulier Framenau & Douglas, 2021
- Artoriopsis murphyi Framenau & Douglas, 2021
- Artoriopsis orientalis Framenau & Douglas, 2021
- Artoriopsis whitehouseae Framenau, 2007

## Systématique et taxinomie
Ce genre a été décrit par Framenau en 2007 dans les Lycosidae.

## Publication originale
- Framenau, 2007 : « Revision of the new Australian genus Artoriopsis in a new subfamily of wolf spiders, Artoriinae (Araneae: Lycosidae). » Zootaxa, no 1391, p. 1-34.